# 커 블랙홀
커 블랙홀(Kerr Black Hole) 또는 회전 블랙홀(Rotating black hole)은 회전하고 있는 블랙홀을 말한다.
블랙홀이 갖는 물리량은 질량, 각운동량, 전하 세 가지다. 보통 블랙홀을 말할 때는 질량만을 갖는 슈바르츠실트 블랙홀을 가리키는 것이 보통이나, 각운동량을 가진, 즉 회전하는 블랙홀이 존재하며 이것을 회전 블랙홀이라 칭한다. 또한 전하를 가진, 즉 대전된 블랙홀을 대전 블랙홀(라이스너-노드스톰 블랙홀)이라 부른다.
최근 색깔이 있는 블랙홀이 존재한다고 발표되었지만, 모든 블랙홀은 슈바르츠실트 블랙홀이나 회전 블랙홀로 변화한다.
회전 블랙홀의 특이점은 고리모양이다.

## 같이 보기
- 일반 상대성 이론
- 아인슈타인 방정식
- 블랙홀
- 커 계량